# Várzea Alegre (tiểu vùng)
Várzea Alegre là một tiểu vùng thuộc bang Ceará, Brasil. Tiều vùng này có diện tích 3549 km², dân số năm 2007 là 91600 người.